# Кира Косарин
Кира Никол Косарин (на английски: Kira Kosarin) е американска актриса и певица, известна с ролята си на Фийби Тъндърмен от сериала на Никелодеон Семейство Тъндърмен.

## Биография
Кира Никол Косарин е родена на 7 октомври 1997 г. в Ню Джърси, САЩ. Като малка, Косарин е тренира танци и гимнастика. Учила е балет. Родителите ѝ работят на Бродуей – майка ѝ е актриса, а баща ѝ – музикален продуцент и режисьор и диригент, затова Кира израснала, занимавайки се с актьорство, пеене и танцуване. През 2011 г. се мести в Лос Анджелис, Калифорния, в търсене на актьорската си кариера. Кира е от ашкеназски произход, като семейството ѝ произхожда от Източна Европа.

### Актьорство
Косарин прави телевизионния си дебют в епизод на сериала Раздвижи се на Дисни. През 2013 г. тя придобива голяма популярност в ролята на Фийби Тъндърмен от сериала на Никелодеон Семейство Тъндърмен. През 2015 г. и 2016 г. е номинирана за наградите на Никелодеон – Kids' Choice Award в категорията Любима ТВ актриса. Нейният Никелодеон телевизионен филм One Crazy Cruise излиза на 19 юни 2015 г. През април 2019 г. е обявено, че Косарин ще участва в ролята на Надя в сериала на Hulu – Light as a Feather.

### Музика
Дебютният ѝ сингъл Spy е издаден на 16 март 2018 г. Следващият ѝ сингъл, Vinyl, излиза заедно с музикално видео на 11 януари 2019 г. Той е последван от 3 последователни сингъла: Love Me Like You Hate Me, 47 Hours и Take This Outside. Дебютният ѝ албум, Off Brand, е издаден на 10 април 2019 г. През юли 2019 г. Косарин е щяла да тръгне на турне в подкрепа на албума, но то е отменено заради „планови проблеми“. На 8 ноември 2019 г. е издаден следващият сингъл – Simple. Косарин има канал в Ютуб, където качва песни и кавъри. На 15 юли 2020 г. тя издава EP-то Songbird.

## Филмография
| Година      | Заглавие                                   | Роля              | Note                                             |
| ----------- | ------------------------------------------ | ----------------- | ------------------------------------------------ |
| 2012        | Раздвижи се                                | Райна Кумар       | Епизод 42 (сез. 2): Wrestle It Up                |
| 2013 – 2018 | Семейство Тъндърмен                        | Фийби Тъндърмен   | Главна роля                                      |
| 2014        | AwesomenessTV                              | Себе си           | Гост домакин; епизод: Teen Challenge             |
| 2015        | One Crazy Cruise                           | Ели Бауер         | ТВ филм (Никелодеон)                             |
| 2015        | Nickelodeon's Ho Ho Holiday                | Себе си           | Специален                                        |
| 2016        | School of Rock                             | Принцеса Оливиана | Епизод 6: A Band with No Name                    |
| 2016        | Опасния Хенри                              | Фийби Тънърмен    | Епизод 17 (сез. 2): Danger & Thunder             |
| 2016        | Hell's Kitchen (САЩ сез. 16)               | Себе си           | Епизод: Let The Catfights Begin                  |
| 2016 – 2017 | Paradise Run                               | Себе си           | 3 епизода                                        |
| 2017        | Nickelodeon's Not So Valentine's Special   | Себе си           | Спициален                                        |
| 2017        | Nickelodeon's Sizzling Summer Camp Special | Себе си           | Специален                                        |
| 2018        | Lip Sync Battle Shorties                   | Себе си           | Епизод: Catwalk/Jungle/Girls Night Out           |
| 2018        | Knight Squad                               | Кики              | Епизод: Wish I May, Wish I Knight                |
| 2018        | Double Dare                                | Себе си           | Състезател; епизод: Thunderstruck vs. Girl Power |
| 2018        | All About The Washingtons                  | Малия             | Епизод: Yo! Bum Rush The Secret Show             |
| 2019        | Good Trouble                               | Ария              | Епизод: Parental Guidance Suggested              |
| 2019        | Lucky                                      | Шанън             | ТВ филм (Никелодеон); озвучаваща роля            |
| 2019        | Welcome to the Wayne                       | Стейси Усърман    | Епизод: Welcome to the Wassermans                |
| 2019        | Light as a Feather                         | Надя              | Роля в сез. 2 (season 2)                         |
| 2025        | Тъндърмен под прикритие                    | Фийби Тъндърмен   | Главна роля                                      |

## Дискография
- Off Brand (2019)
- Songbird (2020)

## Награди и номинации
| Година | Награда           | Категория               | Филм/Сериал         | Резултат  | Refs  |
| ------ | ----------------- | ----------------------- | ------------------- | --------- | ----- |
| 2015   | Изборът на децата | Любима ТВ актриса       | Семейство Тъндърмен | Номинация | [ 1 ] |
| 2016   | Изборът на децата | Любима ТВ звезда (жена) | Семейство Тъндърмен | Номинация | [ 2 ] |
| 2017   | Изборът на децата | Любима ТВ звезда (жена) | Семейство Тъндърмен | Номинация | [ 3 ] |
| 2018   | Изборът на децата | Любима ТВ звезда (жена) | Семейство Тъндърмен | Номинация | [ 4 ] |